# Първа софийска народоосвободителна бригада
Първа софийска народоосвободителна бригада е подразделение на Първа Софийска въстаническа оперативна зона на т. нар. Народоосвободителна въстаническа армия (НОВА) по време на комунистическото партизанско движение в България (1941 – 1944). Действа в Югозападна България.
Първа софийска народоосвободителна бригада е създадена на 8 май 1944 г. на югославска територия, край село Кална. Формирана е от състава на I- батальон на Трънския партизански отряд и новодошли партизани. Командир е Славчо Трънски, политкомисар Нинко Стефанов, заместник-командир Кирил Марков, заместник политкомисар Григор Илиев. Получава от командването на НОВА задача да се свърже с действащите в Рила, Пирин и Родопите партизански отряди.
На 8 май започва тежък поход, съпътстван от поредица от сражения, в резултат от които бригадата се разпада. При село Горна Мелна води бой с 13-и пехотен полк. Завзема с. Ерул, с. Косово и др. Извършва нападение над електроцентрала „Гранитоид“. Заедно с Дупнишкия партизански отряд води тежък бой на 16 май 1944 г. при с. Дебели лаг. Тук в сражение с жандармерията в плевнята на местен ятак, след предателство загива единият от Петимата от РМС, Свилен Русев-Бойко. На 11 – 13 май се сражава при връх Тумба с 41-ви пехотен полк, полицейски подразделения и жандармерийска рота. На 5 юни 1944 г. се сражава с армейски части край с. Добърско, при което пленява 40 войници. След това сражение бригадата престава да бъде боеспособна единица. Тя се разделя на няколко групи, които се присъединяват към Радомирския и Трънския партизански отряд.